# International Festival of Authors
L'International Festival of Authors de Toronto és un festival que va néixer l'any 1974 i des de llavors ha acollit uns 8.500 escriptors de més d'un centenar de països, inclosos 21 Premis Nobel. El seu propòsit és promoure la cultura del Canadà i servir d'aparador de la producció literària d'altres països. En la seva edició de 2015 va tenir un focus dedicat a la literatura catalana. Per aquest motiu, vuit autors en català van participar en diverses de les activitats programades: Anna Aguilar-Amat, Flavia Company, Marc Pastor, Jordi Puntí, Toni Sala, Martí Sales, Francesc Serés i Teresa Solana.

## Programació
La programació TIFA es desenvolupa durant tot l'any amb diverses categories de programació. Cada esdeveniment TIFA es registra digitalment a foto, vídeo i àudio. A partir del 2006, aquestes gravacions s'envien als fons de la Library and Archives Canada. Això no només permet als investigadors i als documentals fer un ús extensiu dels arxius, sinó que actua com a documentació permanent de l'extensa programació de l'IFOA.

### Sèrie d'esdeveniments setmanals TIFA
Des de setembre fins a juny, la sèrie d'esdeveniments setmanals inclou autors que participen en esdeveniments com ara lectures, taules rodones i entrevistes.

### Festival Internacional d'Autors de Toronto
El Festival Internacional d'Autors de Toronto (TIFA), un dels festivals literaris més famosos del món, < el 1980 va tenir com a mandat reunir els millors escriptors de la literatura mundial contemporània. Igual que la sèrie setmanal, IFOA inclou lectures, entrevistes, taules rodones i converses, així com fitxatges de llibres públics i una llibreria de festivals. IFOA també continua presentant lectures a Scotiabank Giller Prize, Premi literari del governador general Arxivat 2013-05-31 a Wayback Machine. i Premis / Rogers-Writers - Finalista del premi Trust-Fiction-Prize.aspx Rogers Writers 'Fiction Prize, el destinatari del Charles Taylor Prize for Non-fiction fiction Arxivat 2019-10-21 a Wayback Machine. i l'adjudicació de el premi del festival Harbourfront de 10.000 $.

### Lit on Tour
A partir de 2007, TIFA va intentar fer créixer la seva base de públic introduint el programa itinerant de l'IFOA, IFOA Ontario Arxivat 2013-06-03 a Wayback Machine.. Aquest programa de turisme visita comunitats de nombroses ciutats i pobles d'Ontario. El 2010, IFOA Ontario va presentar 16 esdeveniments a 14 ciutats i ciutats, des de Windsor a Picton i Hamilton fins a Sudbury.

### Book Bash
Una part integral de TIFA, Book Bash, anteriorment coneguda com a Young IFOA, va néixer com una manera d'incloure una generació més jove de lectors en un festival de reputació internacional.

### ALOUD: una celebració per a joves lectors
ALOUD: una celebració per a joves lectors Arxivat 2012-03-05 a Wayback Machine. també es va introduir el 2005 amb alguns dels autors més importants del món per als joves. Al 2010, ALOUD es va incorporar com a part del Forest of Reading Festival of Trees.
Al maig de 2007, TIFA va acollir el primer Forest of Reading Festival of Trees en un lloc de 10 hectàrees Harbourfront Center. Actualment, el més gran esdeveniment literari infantil del Canadà, que atreu a 8.000 membres de l'audiència anualment, aquest festival ple d'acció celebra l'experiència compartida de la lectura a través de cerimònies, tallers i activitats. El Festival of Trees es presenta amb l'Associació de Biblioteques d'Ontario].

## Premi Harbourfront Festival
Establert el 1984, el premi Harbourfront Festival (dotat amb 10.000 dòlars nord-americans) es presenta anualment en reconeixement de la contribució d'un autor a les lletres canadenques, basant-se en els mèrits de la seva pròpia obra publicada i / o en el temps que han invertit a fomentar la propera generació de talent literari.

### Destinataris passats
| - 2018 Lee Maracle - 2017 Joseph Kertes - 2016 Miriam Toews - 2015 Avie Bennett - 2014 Margaret MacMillan - 2013 Alice Munro - 2012 Austin Clarke - 2011 Seth - 2010 Peter Robinson - 2009 Helen Humphreys - 2008 Wayson Choy - 2007 Christopher Dewdney - 2006 Dionne Brand - 2005 Guy Vanderhaeghe - 2004 Jane Urquhart - 2003 Linda Spalding - 2002 Paul Quarrington - 2001 Daniel David Moses - 2000 Victor Coleman - 1999 Matt Cohen - 1998 Marty Gervais - 1997 Ken Gass - 1996 Timothy Findley - 1995 Douglas George Fetherling - 1994 M.G. Vassanji - 1993 Graeme Gibson - 1992 Alberto Manguel - 1991 Nicole Brossard - 1990 Howard Engel - 1989 Tomson Highway - 1988 Michael Ondaatje - 1987 Barry Callaghan - 1986 Margaret Atwood - 1985 John Robert Colombo - 1984 Dennis Lee |

## Guanyadors de premis als autors

### Premis canadencs

#### Premi Scotiabank Giller
| Johanna Skibsrud, 2010 Linden MacIntyre, 2009 Joseph Boyden, 2008 Elizabeth Hay, 2007 Vincent Lam, 2006 David Bergen, 2005 Alice Munro, 2004 M.G. Vassanji, 2003, 1994 Austin Clarke, 2002 Richard B. Wright, 2001 Michael Ondaatje, 2000 David Adams Richards, 2000 Bonnie Burnard, 1999 Mordecai Richler, 1997 Margaret Atwood, 1996 Rohinton Mistry, 1995 |

#### Premi literari del governador general per a la ficció anglesa
| Dianne Warren, 2010 Kate Pullinger, 2009 Nino Ricci, 2008, 1990 Michael Ondaatje, 2007, 2000, 1992 Peter Behrens, 2006 David Gilmour, 2005 Miriam Toews, 2004 Douglas Glover, 2003 Gloria Sawai, 2002 Richard B. Wright, 2001 Matt Cohen, 1999 Diane Schoemperlen, 1998 Jane Urquhart, 1997 Guy Vanderhaeghe, 1996, 1982 Greg Hollingshead, 1995 Rudy Wiebe, 1994, 1973 Carol Shields, 1993 Rohinton Mistry, 1991 Paul Quarrington, 1989 David Adams Richards, 1988 M. T. Kelly, 1987 Alice Munro, 1986, 1978, 1968 Margaret Atwood, 1985 Josef Skvorecky, 1984 Leon Rooke, 1983 Mavis Gallant, 1981 George Bowering, 1980 Jack Hodgins, 1979 Timothy Findley, 1977 Marian Engel, 1976 Brian Moore, 1975, 1960 Robertson Davies, 1972 Mordecai Richler, 1971 Robert Kroetsch, 1969 Douglas LePan, 1964 Kildare Dobbs, 1961 Hugh MacLennan, 1959, 1948, 1945 Morley Callaghan, 1951 |

#### Premi Charles Taylor per la Literatura de no-ficció
| Ian Brown, 2010 Tim Cook, 2009 Richard Gwyn, 2008 Rudy Wiebe, 2007 J.B. MacKinnon, 2006 Charles Montgomery, 2005 Isabel Huggan, 2004 Carol Shields, 2002 Wayne Johnston, 2000 |

#### Premi de ficció Rogers Writers
| Emma Donoghue, 2010 Annabel Lyon, 2009 Miriam Toews, 2008 Lawrence Hill, 2007 Kenneth J. Harvey, 2006 Joseph Boyden, 2005 Alice Munro, 2004 Kevin Patterson, 2003 Paulette Jiles, 2002 Helen Humphreys, 2000 Peter Oliva, 1999 Greg Hollingshead, 1998 Austin Clarke, 1997 |

### Premis Internacionals

#### Premi Nobel en Literatura
| Mario Vargas Llosa (Perú), 2010 Herta Müller (Romania. Alemanya), 2009 Jean-Marie Gustave Le Clézio (França), 2008 Doris Lessing (UK), 2007 Orhan Pamuk (Turquia), 2006 Harold Pinter (UK), 2005 J.M. Coetzee (Sud-àfrica), 2003 Seamus Heaney (Irlanda), 1995 Kenzaburō Ōe (Japó), 1994 Toni Morrison (U.S.A.), 1993 Derek Walcott (St. Lucia), 1992 Nadine Gordimer (Sud-àfrica), 1991 Joseph Brodsky (Rússia), 1987 Wole Soyinka (Nigèria), 1986 John Polanyi (Canada/Hongria), 1986 William Golding (UK), 1983 Czeslaw Milosz (U.S.A.), 1980 Saul Bellow (Canada/U.S.A.), 1976 |

#### Premi Man Booker
| Howard Jacobson (UK), 2010 Hilary Mantel (UK), 2009 Anne Enright (Irlanda), 2009 Aravind Adiga (Índia), 2008 Kiran Desai (Índia), 2006 John Banville (Irlanda), 2005 Alan Hollinghurst (UK), 2004 Yann Martel (Canada), 2002 Peter Carey (Austràlia), 2001, 1988 Margaret Atwood (Canada), 2000 J.M. Coetzee (Sud-Africa), 1999, 1983 Ian McEwan (UK), 1998 Graham Swift (UK), 1996 James Kelman (UK), 1994 Barry Unsworth (UK), 1992 Michael Ondaatje (Canada), 1992 Ben Okri (Nigèria), 1991 A.S. Byatt (UK), 1990 Kazuo Ishiguro (UK), 1989 Penelope Lively (UK), 1987 Keri Hulme (Nova Zelanda), 1985 Thomas Keneally (Austràlia), 1982 Salman Rushdie (UK), 1981 (i el 1993 – Booker of Bookers) Penelope Fitzgerald (UK), 1979 Nadine Gordimer (Sud-Africa), 1974 |

#### Premi Pulitzer per Ficció
| Paul Harding, 2010 Elizabeth Strout, 2009 Junot Díaz, 2008 Geraldine Brooks, 2006 Marilynne Robinson, 2005 Edward P. Jones, 2004 Jeffrey Eugenides, 2003 Richard Russo, 2002 Jhumpa Lahiri, 2000 Michael Cunningham, 1999 Richard Ford, 1996 Carol Shields, 1995 E. Annie Proulx, 1994 Robert Olen Butler, 1993 Jane Smiley, 1992 Oscar Hijuelos, 1990 Toni Morrison, 1988 Peter Taylor, 1987 Larry McMurty, 1986 Alison Lurie, 1985 William Kennedy, 1984 Alice Walker, 1983 John Cheever, 1979 Saul Bellow, 1976 Wallace Stegner, 1972 William Styron, 1968 |

#### International IMPAC Dublin Literary Award
| Gerbrand Bakker (Països Baixos), 2010 Michael Thomas (USA), 2009 Rawi Hage (Canada), 2008 Per Petterson (Noruega), 2007 Colm Tóibín (Irlanda), 2006 Edward P. Jones (U.S.A.), 2005 Orhan Pamuk (Turquia), 2003 Alistair MacLeod (Canada), 2001 Andrew Miller (UK), 1999 Herta Müller (Alemanya), 1998 David Malouf (Austràlia), 1996 |

#### Premi Orange
| Marilynne Robinson (USA), 2009 Rose Tremain (UK), 2008 Chimamanda Ngozi Adichie (Nigèria), 2007 Zadie Smith (UK), 2006 Andrea Levy (UK), 2004 Valerie Martin (U.S.A.), 2003 Kate Grenville (Austràlia), 2001 Carol Shields (U.S.A.), 1998 Anne Michaels (Canada), 1997 Helen Dunmore (UK), 1996 |

## Locals
- Fleck Dance Theatre
- Brigantine Room
- Studio Theatre
- Lakeside Terrace
- Concert Stage - outdoor concert venue
- Miss Lou's Room